# Tash
Tash (Engels: Tash) is een personage uit Het paard en de jongen en Het laatste gevecht van De Kronieken van Narnia door C.S. Lewis. 
Hij is de god van de Calormeners en vormt als zodanig de tegenpool van Aslan. In hem herkennen we, zeker in het laatste deel van de Kronieken, Satan.
Tash is een god met een gierenkop en klauwen, en ziet er eigenlijk best eng uit. Tash wordt vereerd in het zuidelijke keizerrijk Calormen. De Calormeners die in de Kronieken voorkomen roepen hem regelmatig aan, en in de grote stad Tashbaan heeft Tash zijn tempel. Hierin staat zijn beeld, met bladgoud overtrokken en met diamanten ogen. Voor het beeld staat een altaar, waarop mensenoffers worden gebracht.

## Het paard en de jongen
In de tempel van Tash wordt prins Rabadash uiteindelijk weer een mens nadat Aslan hem in een ezel had veranderd als straf voor zijn aanval op Archenland en Narnia.

## Het laatste gevecht
Hierin probeert de Tarkaan Rishda samen met de kat Chili de Narniërs ervan te overtuigen dat Tash en Aslan dezelfde zijn, "Tashlan". Dit is een duidelijke verwijzing naar de antichrist. Uiteindelijk eet Tash de aap Draaier op en neemt de Tarkaan Rishda mee, naar zijn plaats. Later, wanneer de wereld eindigt, geeft Aslan alle wezens die ooit in Narnia geleefd hadden stuk voor stuk de keuze met hem mee te gaan naar zijn land. Lewis schrijft dat hij niet weet wat er met de weigeraars gebeurt, maar ze worden de duisternis ingestoten, met een sterke suggestie dat ze met Tash meegaan. 
Later zegt Aslan ook dat, wanneer iemand kwaad doet uit naam van Aslan, dit geldt als een dienst aan Tash, en wanneer iemand iets goeds doet uit naam van Tash, dit geldt als een dienst aan Aslan.